# No Good Deed (TV-serie)
No Good Deed är en amerikansk dramakomediserie som hade premiär den 12 december 2024 på strömningstjänsten Netflix. Serien som består av åtta avsnitt är skapad av Liz Feldman som även skrivit seriens manus tillsammans med bladn andra Madie Dhaliwal.

## Handling
Serien handlar om tre väldigt olika familjer som tävlar om att köpa samma villa från 1920-talet, och som samtliga tror kommer att lösa deras problem.

## Rollista (i urval)
- Ray Romano - Paul Morgan
- Lisa Kudrow - Lydia Morgan
- Linda Cardellini - Margo Starling
- Luke Wilson - JD Campbell
- Teyonah Parris - Carla
- Abbi Jacobson - Leslie Fisher
- Poppy Liu - Sarah
- Denis Leary - Mikey
- O-T Fagbenle - Dennis